# Floyd Mayweather Jr. vs. Marcos Maidana
Floyd Mayweather Jr. vs. Marcos Maidana anunciado como The Moment (El Momento), fue una pelea por el campeonato de peso wélter del boxeo. Se llevó a cabo el 3 de mayo de 2014 en el MGM Grand Garden Arena del MGM Grand Hotel & Casino en Las Vegas, Nevada, Estados Unidos, y se transmitió por Showtime PPV.

## Recepción
La pelea se agotó y recaudó 15 millones de dólares en taquilla en vivo, la cuarta cifra más alta de cualquier evento de boxeo en Las Vegas.  Vendió aproximadamente 900.000 compras en PPV,  el PPV más vendido del año hasta mayo de 2014, recaudando aproximadamente $ 63  millones en ingresos de PPV, lo que eleva los ingresos totales del evento a un estimado en 78  millones de dólares. 

## Bolsa de pelea
Bolsas de pelea garantizadas: Más de $37 millones en total (incluyendo la cartelera más cara en la historia del PPV, a mayo de 2014) 
Titular
- Floyd Mayweather ($32,000,000) vs. Marcos Maidana ($1,500,000) [3] cartelera

- Amir Khan ($1,500,000) vs. Luis Collazo ($300,000) [3]

- Adrien Broner ($500,000) contra Carlos Molina ($100,000) [4]